# 오대 십국 시대
오대십국시대(五代十國時代, 907년~979년)는 중세 중국 역사의 혼란기로, 당이 멸망한 907년부터, 북송이 십국을 통일한 979년까지, 황하 유역을 중심으로 화북을 통치했던 5개의 왕조(오대)와 화중·화남을 지배했던 여러 지방정권(십국)이 흥망을 거듭한 정치적 격변기를 가리킨다.
오대는 후량(後梁, 907~923), 후당(後唐, 923~936), 후진(後晉, 936~946), 후한(後漢, 947~951), 후주(後周, 951~960)를 뜻하며, 십국은 오월(吳越, 907~978), 민(閩, 909~945), 형남(荊南, 924~963), 초(楚, 897~951), 오(吳, 902~937), 남당(南唐, 937~975), 남한(南漢, 917~971), 북한(北漢, 951~979), 전촉(前蜀, 903~925), 후촉(後蜀, 934~965)을 포함한다.

## 역사
오대 십국 시대가 시작된 해는 당나라가 멸망한 907년이라고 한다. 그러나 실제로는 왕조로서의 당나라는 875년 ~ 884년에 걸쳐 일어난 황소의 난에 의해 멸망한 것으로 보는 사람들도 있으며, 그 후 장안(長安)을 중심으로 관중 지역을 지배한 일개 지방정권으로 추락하였고 돌궐족 이극용(李克用)과 주전충 등 절도사 세력이 함께 존재하는 난립 상태라고 말할 수 있었다. 여기서는 대략적인 내용을 황소의 난 시점부터 설명하겠다.

### 당나라 완전 멸망 때까지
당나라의 중앙정부는 755년 ~ 763년에 일어난 안사의 난에 의해 많은 힘을 잃어버렸다. 이를 틈타 각지의 절도사 세력은 자립성이 강해져 자신들의 입지를 스스로 다스리기 시작하였고, 먼 지방의 절도사 중에는 중앙에 대한 납세마저도 거부한 자가 있었다. 이에 대해 역대 황제들은 억제책을 고안해 부분적으로 절도사를 누르는 데 성공했다. 그러나 절도사 세력을 억누르기 위해 이용했던 환관세력이 도리어 힘을 갖게 되어, 정치에 과도하게 참여하게 되어 황제의 폐립까지 결정하게 되었다. 이런 폐단으로 중앙정부는 절도사 세력을 억누르던 힘이 사라지고, 다시 절도사들이 고개를 들게 되었다.
이러한 상태 속에서 황소의 난이 발발했다. 정부군은 추락할 때까지 추락하여 별로 강하지 않은 황소군에 대해 고전을 면치 못했고, 세간에는 황소군을 전멸시키면 자신들의 입장이 위험해진다는 것을 두려워해 힘을 기울이지 않았다는 말도 있었다.
황소군은 장안을 함락했고, 황제 희종은 촉으로 도망쳤다. 당나라 조정의 입장에서 다행스러운 것은 황소군이 장안에서 폭정을 일삼아, 장안 사람들의 실망과 분노를 샀다는 점이다. 그러나 그 와중에도 당나라 조정에는 장안을 회복할 만한 실력이 없었다. 여기서 돌궐 사타족 출신의 이극용과 황소군의 간부였다가 당나라 조정에 투항한 주온(후에 당나라로부터 전충(全忠)이란 이름을 하사받았다)이 활약하여 장안이 회복되었다.
그러나 이것으로 인해 당나라의 실력이 만천하에 폭로되었고, 황제는 명목상 존재하는 것에 불과하게 되었다. 이 상황은 주나라의 동천(東遷) 이후(춘추시대)나 후한 말기 헌제 등의 상황과 비슷하였다.
이 시기 중앙을 두고 다투었던 이들이 변주를 중심으로 산동·하남을 지배한 주전충과 태원을 중심으로 지금의 산서 일대를 지배하던 이극용, 하북을 지배한 유인공이나 섬서 일대를 지배한 이무정 등이다. 그 외의 지역에서도 자립한 이들이 많아 후에 10국의 기원이 되었다.
이극용의 군대는 검은색 의복으로 통일하여 이들을 통칭 갈가마귀군(鴉軍)이라 불렸고, 전투에 매우 강했지만 많은 횡포를 저질렀다. 주전충은 정략(政略)에 뛰어나 다른 누구보다도 한발 앞섰다. 당나라의 조정을 장악한 주전충은 황제를 괴뢰로 만들고 907년에 협박하여 선양을 받아 후량(국호는 단순히 양(梁)이었다. [후](後) 자는 후세의 역사가들이 구별하기 위해 붙여진 것이다.)을 건국하였다. 이로써 당나라는 완전히 멸망했다.

## 오대

### 후량
주전충이 황제가 된 것을 인정하지 않고 그를 따르려 하지 않았던 각지의 세력은 스스로도 황제를 자칭했다. 반면, 후량과 대립하는 것을 바라지 않는 화남의 여러 나라 중에는 후량에 대해 신하의 예를 갖춘 나라도 있었다.
주전충의 숙적이었던 이극용은 908년에 사망했고, 뒤를 계승한 이존욱(후당의 장종)은 후량에 맹렬한 공격을 시작했다. 후량 측에서도 주전충의 실정과 추락이 심해 차례로 영토를 빼앗겼다. 거기에다 주전충이 후계자를 선택하는 것에도 실패해 내분을 초래했다. 이를 지켜본 이존욱은 연왕을 칭하던 유인공을 공격하여 그 나라를 병합했다. 자신감을 가진 이존욱은 923년 당나라로 국호를 바꾸어 황제를 자칭하였고, 이후 후량의 수도 개봉부를 함락시켜 후량을 멸망시켰다.

### 후당
이극용의 이(李)씨 성은 공적에 의해 당나라로부터 국성(國姓)을 하사받은 것이었다(사성(賜姓)받기 전의 원래 성씨는 주야(朱邪)씨였다). 이것을 이유로 장종은 스스로가 당나라의 후계자임을 자칭하고 후당을 건국하게 되었다. 후량을 멸망시킨 후, 뒤이어 기왕을 자칭한 이무정의 항복을 받아내고, 사천을 지배하던 전촉을 멸망시켜 영토를 확대했다. 그러나 장종의 생각은 당나라의 위광을 되살리는 것으로 낙양으로 천도하고, 주전충이 폐지했던 환관을 감군(監軍)으로 군대에 파견하는 제도를 부활시켜 무장들의 불만을 샀다. 이 불만 때문에 926년 무장들이 이사원(훗날의 명종)을 옹립하였다. 이사원의 군대가 낙양에 육박하자, 금군들에 의해 장종은 살해당했다.
새로 즉위한 명종은 환관의 배제와 절약 등을 꾀하며 전국 토지의 검사를 실시해 불공평에 대한 시정에 노력하였고, 새로운 재무기관으로 삼사사를 창설했다. 또한 자신과 같은 유력 군인에 의한 찬탈이 되풀이되지 않게 하기 위해 직속군인 시위친군(侍衛親軍)을 창설해 금군의 강화를 꾀했다. 이 삼사사는 후에 송나라에도 이어지게 된다. 명종은 오대의 나라들 중에 후주의 세종(시영)에 버금가는 명군이라 칭송받았다.

### 후진,후한
그러나 명종은 재위 6년 뒤인 933년에 사망했다. 3남 이종후가 뒤를 이었으나, 곧 양자인 이종가에 의해 찬탈되었다. 또한 이종가는 권력의 안정을 노려 명종의 사위이자 실력자였던 매부 석경당을 배제하기에 이른다. 석경당은 이에 대항했으나, 혼자 힘으로 대항할 수 없다는 것을 깨달아 북쪽의 거란에게 원조를 요청하고 그 대가로 연운십육주의 할양을 약속했다. 이에 응답해 거란의 황제 야율덕광(야율요골)은 대군을 이끌고 남하하여 후당군을 몰아냈다.
936년 즉위하여 후진을 건국한 석경당(고조)은 거란에게 신종(臣從)하여, 후진은 거란의 위성국가가 되었다. 중앙의 상황을 본 지방세력들은 등을 돌려 남쪽의 오나라 및 그 후신인 남당에게 넘어갔고, 반란을 일으키는 자들도 속출했다. 이 진압에 나섰던 고조는 942년에 병사했다. 후에 조카 석중귀가 제위를 이었는데 그의 즉위는 거란에 대한 강경파가 주도한 것이라 거란의 분노를 사게 되었다. 946년 거란(다음해 국호를 요나라라고 하였다)의 태종은 다시 친정에 나서 대군을 이끌고 남하하여 후진을 멸망시켰다.
요나라는 이때부터 중국을 지배하에 두려고 하였으나, 만족(蠻族)과 같이 천시하던 거란족에게 지배당하는 것을 싫어한 개봉부의 주민들은 저항하였고, 또 거란의 본토에서는 중국 지배에 대해 반대의식이 강하여 곤란함을 깨달은 태종은 북쪽으로 돌아갔으나 도중 병사했다.
이것을 방관했던 석경당의 예전 측근인 유지원은 자신의 임지였던 태원에서 947년에 즉위해 후한을 건국하고 군대를 이끌고 남하하여 947년 개봉부를 점령했다.
그러나 유지원은 다음해 사망하고, 차남 유승우가 뒤를 계승했다. 젊은 황제를 보필하게 된 측근들은 후한의 유력자들을 배제하는 데 노력하여 차례로 군인들을 주살했다. 반란 진압에 나섰기에 이를 모면한 추밀사 곽위는 스스로도 숙청을 피하는 것이 불가능하다고 느끼고 군사를 일으켜 개봉부를 점령하고, 자신을 주살하려던 유승우와 그 측근들을 모두 없애버렸다. 그 후 유승우의 사촌형인 유윤을 옹립하였으나 생각을 고쳐 풍도를 시켜 유윤을 살해하고 스스로 즉위하여 후주를 건국했다. 유윤의 아버지 유숭은 북쪽에서 자립하여 북한을 건국하였다.

### 후주
즉위한 태조 곽위는 내정에 뜻을 두고, 형벌의 완화와 자작농의 양성 및 세제의 불공평을 시정하는 등의 정책을 펼쳐 연이은 전란에 황폐화된 중원의 부흥에 나섰다. 이렇게 축적된 힘을 바탕으로 천하통일의 대망을 품게 된 이가 954년에 즉위한 시영(후에 세종)이었다. 세종은 오대의 국가중 가장 훌륭한 명군으로 칭송받았던 인물이다.
세종이 즉시 실시한 것은 자립성이 강한 군인들을 억누르는 것이었다. 군인들을 억제하기 위한 목적으로 만든 시위친군(侍衛親軍)이 강대화되었기 때문에 이것을 분할하여 전전군(殿前軍)을 창설하였고, 이를 강화하여 절도사 및 금군대장들도 황제에게 대항할 수 없게 만들었다. 이 병력을 바탕으로 남당·후촉·북한·요나라 등을 공격해 영토의 일부를 빼앗았다. 그중에서도 남당에게서 빼앗은 토지는 소금의 산지로서 가장 중요한 지역도 포함되었기에, 이 땅을 차지한 것은 남당의 생사여탈권을 장악한 것이라 말해도 좋은 것이었다.
또한 군사비를 모으기 위해 폐불운동을 진행했다. 중국에서는 삼무일종의 법난이라 일컫는다. 당시는 세금을 피하기 위해 비과세인인 승려로 가장하는 사람이 많았고, 이들을 가려내 징세를 실시한다면 막대한 수입이 들어오는 것은 불보듯 뻔한 일이었다. 또 화폐를 주조하는 동이 부족했었기에 불상 등을 녹여 재이용해 주원통보(周元通寶)라고 일컫는 동전을 주조하였다.
이렇듯 세종은 통일을 향해 착착 일을 진행해 갔으나 959년 원정에서 돌아오던 중 병사하고 말았다.

### 송나라
세종의 뒤를 계승한 사람은 겨우 7살의 시종훈이었다. 이 상황을 보고 북한은 요나라의 후원을 얻어 후주를 침공하였다. 이를 막기 위해 나선 인물이 세종의 제일 측근이었으며, 전전도점검(殿前都點檢, 금군의 총대장)이었던 조광윤(훗날의 송나라 태조)이었다.
어린 황제를 모시고, 요나라와 싸우는 것에 불안을 느낀 군인들은 도중에 조광윤을 강제로 옹립하였다.(진교의 변) 수도에 돌아온 조광윤은 시종훈을 보호하며 선양을 받아 송나라를 건국하였다. 오대에서는 선양은 이렇듯 자주 일어났었고, 양위를 물려준 황제는 뒷날 일어날 역습을 우려해 죽이는 것이 당연한 일이었다. 그러나 조광윤은 시종훈을 죽이지 않았고, 시종훈의 자손은 남송의 멸망 때까지 두터운 보호를 받았다.
태조는 이때까지 군인이 정치를 맡았던 오대의 경향을 고치고 문치주의를 내세웠다. 과거의 정비 및 지방군대의 약체화와 중앙군의 강화, 절도사직의 무력화 등을 진행해 내부를 튼튼하게 한 태조는 후주 세종의 노선을 물려받아 통일에 대한 길을 걷기 시작했다.
즉, 963년에는 중국대륙의 가장 중요한 요지라 할 수 있는 호북성의 형남을 합병했다. 그때 10국은 동서로 분열되어서 단결하여 송나라에 대항하는 것이 어려웠다. 뒤이어 965년에는 사천성의 후촉을 병합하고 이 땅의 풍부한 물산을 빼앗아 전쟁 비용을 보충하였고, 971년에는 광동을 지배하던 남한을 멸망시켰다. 그리고 975년에는 화남에서 최대세력을 자랑하던 남당을 멸망시켰다.
이제 남은 것은 북쪽의 북한과 남쪽의 오월 뿐이었지만, 태조는 당돌에서 병사했다. 이 죽음에 태조의 동생이며, 2대 황제 태종이 된 조광의에 의한 독살의혹이 있었다.(천극불결의 의) 태종은 태조의 방침을 이어받아 통일을 진행해 978년 오월을 멸망시키고, 979년 북한을 멸망시킴으로써 천하통일을 완성하였다. 당나라 멸망 후 약 70년 만의 일이었다.

## 십국
10국중 가장 강력한 국가는 오라고 할 수 있다. 건국자인 양행밀은 양주 일대를 장악하고, 북쪽의 후량과 호각지세를 이룰 정도로 세력을 자랑했다. 그러나 오나라는 양행밀의 사후, 휘하의 서온의 힘이 커지면서 최후엔 서온의 양자 서지고에 의해 찬탈당한다. 서지고는 찬탈 후 이변이라고 이름을 바꿨고 남당을 세운다. 후세 역가사들에 의해 이 나라는 남당이라 불리게 되었다.
같은 시기 남쪽 절강 지역에는 오월이 세력을 확장했다. 건국자인 전류는 소금 밀매상의 신분에서 일어나 절강 일대를 장악했다. 북쪽의 강력한 오나라·남당과 대치했기에 항상 화북의 오대의 나라들에게 신종하면서 오나라·남당에게 대항했다.
오월의 남쪽 복건성 지역에는 절도사 왕심지가 이 지역을 장악하고 민을 건국했다. 왕심지는 내정에 힘써 복건 지역의 생산성을 비약적으로 발전시켰다. 그러나 왕심지 사후 내분이 일어나 이 기회를 틈타 침략한 남당에 의해 945년 멸망하였다.
호북성에선 형남(남평), 호남성에선 초, 광동성에서는 남한이 할거했다. 형남은 10국 중에서도 가장 약소국으로 주변 모든 여러 나라에게 신종하여 교역의 중계점으로 번영을 누렸다. 초나라는 차의 교역으로 번영한 국가로 건국자 마은의 치세에는 경제적으로 부유했으나 사후 내분사태에 빠져 951년 남당에 의해 멸망당했다. 남한의 통치자 유씨는 아랍계로 알려져 있는데, 그의 궁정은 오대 십국의 전란속에서 유일하게 문관의 힘이 강했다. 그러나 후기에는 그의 정치도 몰락하고 환관정치로 변질되었다.
사천성은 양주와 함께 부유한 나라였기에 천부(天府)라 불렸다. 이곳에서 할거한 나라는 전촉·후촉의 정권이었다. 전촉의 건국자 왕건은 원래 소금 밀매상이었으나, 사천성에 들어와 이곳을 장악하고 이땅의 풍부한 산물을 바탕으로 문인의 보호와 경서의 인쇄를 진행하는 등 문화적인 정책을 실시했다. 전촉은 925년 후당에 의해 멸당한다. 그 후 이 땅에 부임한 무장 맹지상이 자립하여 후촉을 건국했다. 후촉도 전촉과 마찬가지로 문화 진흥에 힘을 기울였고, 특히 당나라 말기부터 당대까지의 사(詞)를 모아 화간집(花間集)을 편찬한 것은 이 시대의 문화를 전하는 데 커다란 공헌이다.
중원의 오대 왕조는 옛 당나라 영토의 6할을 차지하고 있었으나, 국내정세의 불안정에 더해서 거란 등의 외적이란 요소도 포함되어, 10국의 평정에 나설 수 있는 상황이 아니었기에, 불안정하게 세력균형이 유지되어갔다. 다만 오대 최후의 왕조 후주가 형남·남당의 영역을 잠식하기 시작하면서 이런 균형은 일거에 무너지게 되었다.

## 문화
-당 문화의 쇠퇴_도석인물화 쇠퇴<산수화의 발전>
-정치, 종교 속박에서 벗어나 순수 예술로 발전
-산수화, 화조화의 독립적 발전
-수묵화의 발전: 객관적 묘사에서 주관적 표현으로
-형호<필법기>
▶️53년동안 세상이 혼란스러웠던 시기이다 한나라, 당나라 문화가 쇠퇴하면서 산수화가 발전하기 시작한다 목적이 있는 회화에서 감상용의 회화로 넘어오게되는 시기이다
이는 송나라에 꽃을 피우게된다 동양화 회화사 절정은 송나라때 이다
장르 특성상 인물의 배경에서 산수화가 또 다른 장르로 독립하게 되며 수묵화가 발전하게 된다 또한 사실에서 사의시대로 넘어오게되는 시기로서 이전에는 사실적인 표현을 중점으로 그렸지만 내뜻을 담아서 내 식대로 표현하는 자신의 생각을 담는 그림인 사의 시대로 넘어오게 된다 당나라때 불교에 심취했던 문인들 시와 서법이 들어오게되고
그림에 시를 지음 풍조도 이때부터 시작하게 된다
감상용회화의 수요가 증가하면서 화가들의 수또한 증가 하였다

#### 오대와 송대의 회화
1. 수묵 산수화의 본격적인 발전
```
: 북방산수양식(형호,관동) 강남산수양식(동원,거연)
```

- 형관동거

▶️수묵산수화가 인물의 배경에서 발전하게 된다
문명의 중심이 북쪽이었을 때 북방산수중심으로 바위산이 많아 이전에는 북방산수의 그림이 발전했다 오대가 되면서 남방이라는 남쪽이라는 지역 위진남북조시대도 남쪽과 교류하면서 남쪽에 산수에도 관심을 갖게된다 남쪽은 대게 흙산으로 공간구성도 틀리고 생긴모양도 다르다 바위산(북방산수화)과 흙산(남방산수화)으로 나뉘게 되고 북방산수화를 잘그렸던 사람이 형호 관동이고 남방 산수를 잘그렸던 사람이 동원.거연 이었다
산수화에 발전에 있어서 풍부해지고 서로 다른모양대로 발전하게 됨으로써 이를 형관동거라고 하였다
- 형호의 필법기

1) 불교회화:관휴의 나한도
그림1, 2, 3
2) 인물화: 고굉중, 주문구
▲고굉중<한희재 야연도>
3) 화조화: 황전,황거채부자의 부귀체, 서희의 야일체
→황전부귀,서희야일
▶️황전의 화려하고 장식적인 채색화와 반대로 서희는 자유분방한 스타일 그림이다
화조화는 두가지 스타일로 부귀와 아일로 나뉜다 (부귀체/아일체)

<인물에서 산수의 시대로>
-이사훈과 오도자: 준법의 발명
-북방산수: 주산당당-중당식-거비파 산수
-남방산수: 일각, 일변산수
▶️남방식과 북방식으로 북방산수-주산당당(산수화를 그리는 정형적인 그림)
화면형식을 세로로 하여서 높은 산을 그리기에 좋았다 남방산수는 화면형식을 가로로 하였고 흙과 평야지대를 그렸다 물이 많다보니깐 구름 안개가 끼게 되고 남방산수는 안개의 표현이 많아진다
■형호
-필법기
-육요: 기,운,사,경,필,묵
-공간표현의 완비: 근경 중경 원경
▶️그림을 그리는 데 있어서 중요한 6가지 <육요: 기운사경필묵 >
기운생동으로 기.운 그중에 가장 중요한것은 필과 묵이다. 묵은 그동안 재료였기 때문에 그림에 있어서 밀려 났지만 중요한 요소중 하나로 자리잡았다 기운과 필묵의 문제이다
▶️산을 그렸지만 산수화가 모양을 갖추어 갈 때 어떻게 멋있게 그릴 것인가가 중요함 이때 근경.중경.원경 삼단의 구분을 통해서 웅대한 자연을 그려야한다고 곽희라는 사람이 발전을 시키면서 삼원법을 만들어낸다
※필에서의 묵의 변화를 제시함 기와 운으로 나누어서 세밀화함
※동양회화에 있어서 공간 구성
■형호 <관려도> 북방산수
형호, <匡廬圖>, 견본수묵, 185.8×106.8cm, 국립고궁박물원
▶️북방산수의 대표적인 양식 -거비파
▶️높고 거친산을 표현하는 산
■관동<북방산수>
관동, <秋山晩翠圖>, 견본수묵담채, 140.5×57.3cm, 국립고궁박물원
▶️산수화가 자리잡기 실작할 때 형호가 나오고 관동이라는 제자가 형호의 필법을 이어받아서 더욱더 발전시킴
■동원<남방산수>
동원, <瀟湘圖>, 약 950년, 비단에 수묵담채, 북경 고궁박물원
▶️비단에 수북담채 -평담하고 꾸밈없는 천지한 산수
▶️북방과 남방 흙과 동산 산의 모양을 포괄할 수 있는 형식
※겸재정선-우리나라 산수를 우리나라 식으로 표현함 북방식산수와 남방식 산수를 한국화해놓음 (강렬함과 은근한 산수)
대표적인 그림-금강전도 기본적인 원형
■거연
거연, <秋山問道圖>, 비단에 수묵, 국립고궁박물원
▶️동원의 제자 -거연 스님
▶️물안개표현이 뛰어나고 동원의 그림을 계승함
▶️중단식 발묵. 반두(머리두 - 자신만의 산을 표현하는 방식)

## 연대표
| 900 |  |       |    |  |       |    |       |       |  |  |       |  |       |       |    |       |       |    |       |  |  |  |  | 거 란 |  |
| 900 |  |       |    |  |       |    |       |       |  |  |       |  |       |       |    |       |       |    |       |  |  |  |  | 거 란 |  |
| 900 |  |       |    |  |       |    |       |       |  |  |       |  |       |       |    |       |       |    |       |  |  |  |  | 거 란 |  |
| 900 |  |       |    |  |       |    |       |       |  |  |       |  |       |       | 기 |       |       |    |       |  |  |  |  | 거 란 |  |
|     |  |       |    |  |       | 오 |       |       |  |  |       |  |       |       |    |       |       |    |       |  |  |  |  | 거 란 |  |
|     |  |       |    |  |       |    |       |       |  |  |       |  |       |       |    |       |       |    |       |  |  |  |  | 거 란 |  |
|     |  |       |    |  |       |    |       |       |  |  |       |  |       |       |    |       |       |    |       |  |  |  |  | 거 란 |  |
|     |  |       |    |  |       |    |       |       |  |  |       |  |       |       |    |       |       |    |       |  |  |  |  | 거 란 |  |
|     |  |       |    |  |       |    |       |       |  |  |       |  |       |       |    |       |       |    |       |  |  |  |  | 거 란 |  |
|     |  | 오 월 |    |  |       |    |       |       |  |  | 형 남 |  | 전 촉 |       |    | 후 량 |       | 진 |       |  |  |  |  | 거 란 |  |
| 910 |  | 오 월 |    |  |       |    |       |       |  |  | 형 남 |  | 전 촉 |       |    | 후 량 |       | 진 |       |  |  |  |  | 거 란 |  |
|     |  | 오 월 | 민 |  |       |    |       |       |  |  | 형 남 |  | 전 촉 |       |    | 후 량 |       | 진 |       |  |  |  |  | 거 란 |  |
|     |  | 오 월 |    |  |       |    |       |       |  |  | 형 남 |  | 전 촉 |       |    | 후 량 |       | 진 |       |  |  |  |  | 거 란 |  |
|     |  | 오 월 |    |  |       |    |       |       |  |  | 형 남 |  | 전 촉 | 연    |    | 후 량 |       | 진 |       |  |  |  |  | 거 란 |  |
|     |  | 오 월 |    |  |       |    |       |       |  |  | 형 남 |  | 전 촉 |       |    | 후 량 |       | 진 |       |  |  |  |  | 거 란 |  |
|     |  | 오 월 |    |  |       |    |       |       |  |  | 형 남 |  | 전 촉 |       |    | 후 량 |       | 진 |       |  |  |  |  | 거 란 |  |
|     |  | 오 월 |    |  |       |    |       |       |  |  | 형 남 |  | 전 촉 |       |    | 후 량 |       | 진 |       |  |  |  |  | 거 란 |  |
|     |  | 오 월 |    |  |       |    |       |       |  |  | 형 남 |  | 전 촉 |       |    | 후 량 |       | 진 |       |  |  |  |  | 거 란 |  |
|     |  | 오 월 |    |  |       |    |       |       |  |  | 형 남 |  | 전 촉 |       |    | 후 량 | 요    | 진 |       |  |  |  |  |       |  |
|     |  | 오 월 |    |  |       |    | 남 한 |       |  |  | 형 남 |  | 전 촉 |       |    | 후 량 |       | 진 |       |  |  |  |  |       |  |
| 920 |  | 오 월 |    |  |       |    |       |       |  |  | 형 남 |  | 전 촉 |       |    | 후 량 |       | 진 |       |  |  |  |  |       |  |
|     |  | 오 월 |    |  |       |    |       |       |  |  | 형 남 |  | 전 촉 |       |    | 후 량 |       | 진 |       |  |  |  |  |       |  |
|     |  | 오 월 |    |  |       |    |       |       |  |  | 형 남 |  | 전 촉 |       |    | 후 량 |       | 진 |       |  |  |  |  |       |  |
|     |  | 오 월 |    |  |       |    |       |       |  |  | 형 남 |  | 전 촉 |       |    | 후 량 |       | 진 |       |  |  |  |  |       |  |
|     |  | 오 월 |    |  |       |    |       |       |  |  | 형 남 |  | 전 촉 |       |    | 후 량 |       | 진 |       |  |  |  |  |       |  |
|     |  | 오 월 |    |  |       |    |       |       |  |  | 형 남 |  | 전 촉 | 후 당 |    |       |       |    |       |  |  |  |  |       |  |
|     |  | 오 월 |    |  |       |    |       |       |  |  | 형 남 |  | 전 촉 |       |    |       |       |    |       |  |  |  |  |       |  |
|     |  | 오 월 |    |  |       |    |       |       |  |  | 형 남 |  |       |       |    |       |       |    |       |  |  |  |  |       |  |
|     |  | 오 월 |    |  |       |    |       |       |  |  | 형 남 |  |       |       |    |       |       |    |       |  |  |  |  |       |  |
|     |  | 오 월 |    |  | 초    |    |       |       |  |  | 형 남 |  |       |       |    |       |       |    |       |  |  |  |  |       |  |
| 930 |  | 오 월 |    |  |       |    |       |       |  |  | 형 남 |  |       |       |    |       |       |    |       |  |  |  |  |       |  |
|     |  | 오 월 |    |  |       |    |       |       |  |  | 형 남 |  |       |       |    |       |       |    |       |  |  |  |  |       |  |
|     |  | 오 월 |    |  |       |    |       |       |  |  | 형 남 |  |       |       |    |       |       |    |       |  |  |  |  |       |  |
|     |  | 오 월 |    |  |       |    |       |       |  |  | 형 남 |  |       |       |    |       |       |    |       |  |  |  |  |       |  |
|     |  | 오 월 |    |  |       |    |       |       |  |  | 형 남 |  |       |       |    |       |       |    |       |  |  |  |  |       |  |
|     |  | 오 월 |    |  |       |    |       |       |  |  | 형 남 |  |       |       |    |       |       |    |       |  |  |  |  |       |  |
|     |  | 오 월 |    |  |       |    |       | 후 촉 |  |  | 형 남 |  |       |       |    |       |       |    |       |  |  |  |  |       |  |
|     |  | 오 월 |    |  |       |    |       |       |  |  | 형 남 |  |       |       |    |       |       |    |       |  |  |  |  |       |  |
|     |  | 오 월 |    |  |       |    |       |       |  |  | 형 남 |  |       |       |    |       |       |    |       |  |  |  |  |       |  |
|     |  | 오 월 |    |  | 남 당 |    |       |       |  |  | 형 남 |  |       |       |    | 후 진 |       |    |       |  |  |  |  |       |  |
| 940 |  | 오 월 |    |  | 남 당 |    |       |       |  |  | 형 남 |  |       |       |    | 후 진 |       |    |       |  |  |  |  |       |  |
|     |  | 오 월 |    |  | 남 당 |    |       |       |  |  | 형 남 |  |       |       |    | 후 진 |       |    |       |  |  |  |  |       |  |
|     |  | 오 월 |    |  | 남 당 |    |       |       |  |  | 형 남 |  |       |       |    | 후 진 |       |    |       |  |  |  |  |       |  |
|     |  | 오 월 |    |  | 남 당 |    |       |       |  |  | 형 남 |  |       |       |    | 후 진 |       |    |       |  |  |  |  |       |  |
|     |  | 오 월 |    |  | 남 당 |    |       |       |  |  | 형 남 |  |       |       |    | 후 진 |       |    |       |  |  |  |  |       |  |
|     |  | 오 월 |    |  | 남 당 |    |       |       |  |  | 형 남 |  |       |       |    | 후 진 |       |    |       |  |  |  |  |       |  |
|     |  | 오 월 |    |  | 남 당 |    |       |       |  |  | 형 남 |  |       |       |    | 후 진 |       |    |       |  |  |  |  |       |  |
|     |  | 오 월 |    |  | 남 당 |    |       |       |  |  | 형 남 |  |       |       |    | 후 진 |       |    |       |  |  |  |  |       |  |
|     |  | 오 월 |    |  | 남 당 |    |       |       |  |  | 형 남 |  |       |       |    | 후 진 |       |    |       |  |  |  |  |       |  |
|     |  | 오 월 |    |  | 남 당 |    |       |       |  |  | 형 남 |  |       | 후 한 |    |       |       |    |       |  |  |  |  |       |  |
| 950 |  | 오 월 |    |  | 남 당 |    |       |       |  |  | 형 남 |  |       |       |    |       |       |    |       |  |  |  |  |       |  |
|     |  | 오 월 |    |  | 남 당 |    |       |       |  |  | 형 남 |  |       |       |    |       |       |    |       |  |  |  |  |       |  |
|     |  | 오 월 |    |  | 남 당 |    |       |       |  |  | 형 남 |  |       |       |    |       |       |    |       |  |  |  |  |       |  |
|     |  | 오 월 |    |  | 남 당 |    |       |       |  |  | 형 남 |  |       |       |    |       | 후 주 |    | 북 한 |  |  |  |  |       |  |
|     |  | 오 월 |    |  | 남 당 |    |       |       |  |  | 형 남 |  |       |       |    |       | 후 주 |    | 북 한 |  |  |  |  |       |  |
|     |  | 오 월 |    |  | 남 당 |    |       |       |  |  | 형 남 |  |       |       |    |       | 후 주 |    | 북 한 |  |  |  |  |       |  |
|     |  | 오 월 |    |  | 남 당 |    |       |       |  |  | 형 남 |  |       |       |    |       | 후 주 |    | 북 한 |  |  |  |  |       |  |
|     |  | 오 월 |    |  | 남 당 |    |       |       |  |  | 형 남 |  |       |       |    |       | 후 주 |    | 북 한 |  |  |  |  |       |  |
|     |  | 오 월 |    |  | 남 당 |    |       |       |  |  | 형 남 |  |       |       |    |       | 후 주 |    | 북 한 |  |  |  |  |       |  |
|     |  | 오 월 |    |  | 남 당 |    |       |       |  |  | 형 남 |  |       |       |    |       | 후 주 |    | 북 한 |  |  |  |  |       |  |
| 960 |  | 오 월 |    |  | 남 당 |    |       |       |  |  | 형 남 |  |       |       |    |       | 후 주 |    | 북 한 |  |  |  |  |       |  |
|     |  | 오 월 |    |  | 남 당 |    |       |       |  |  | 형 남 |  |       |       |    |       | 후 주 |    | 북 한 |  |  |  |  |       |  |
|     |  | 오 월 |    |  | 남 당 |    |       |       |  |  | 형 남 |  |       | 송    |    |       |       |    | 북 한 |  |  |  |  |       |  |
|     |  | 오 월 |    |  | 남 당 |    |       |       |  |  | 형 남 |  |       |       |    |       |       |    | 북 한 |  |  |  |  |       |  |
|     |  | 오 월 |    |  | 남 당 |    |       |       |  |  | 형 남 |  |       |       |    |       |       |    | 북 한 |  |  |  |  |       |  |
|     |  | 오 월 |    |  | 남 당 |    |       |       |  |  |       |  |       |       |    |       |       |    | 북 한 |  |  |  |  |       |  |
|     |  | 오 월 |    |  | 남 당 |    |       |       |  |  |       |  |       |       |    |       |       |    | 북 한 |  |  |  |  |       |  |
|     |  | 오 월 |    |  | 남 당 |    |       |       |  |  |       |  |       |       |    |       |       |    | 북 한 |  |  |  |  |       |  |
|     |  | 오 월 |    |  | 남 당 |    |       |       |  |  |       |  |       |       |    |       |       |    | 북 한 |  |  |  |  |       |  |
|     |  | 오 월 |    |  | 남 당 |    |       |       |  |  |       |  |       |       |    |       |       |    | 북 한 |  |  |  |  |       |  |
| 970 |  | 오 월 |    |  | 남 당 |    |       |       |  |  |       |  |       |       |    |       |       |    | 북 한 |  |  |  |  |       |  |
|     |  | 오 월 |    |  | 남 당 |    |       |       |  |  |       |  |       |       |    |       |       |    | 북 한 |  |  |  |  |       |  |
|     |  | 오 월 |    |  | 남 당 |    |       |       |  |  |       |  |       |       |    |       |       |    | 북 한 |  |  |  |  |       |  |
|     |  | 오 월 |    |  | 남 당 |    |       |       |  |  |       |  |       |       |    |       |       |    | 북 한 |  |  |  |  |       |  |
|     |  | 오 월 |    |  | 남 당 |    |       |       |  |  |       |  |       |       |    |       |       |    | 북 한 |  |  |  |  |       |  |
|     |  | 오 월 |    |  | 남 당 |    |       |       |  |  |       |  |       |       |    |       |       |    | 북 한 |  |  |  |  |       |  |
|     |  | 오 월 |    |  | 남 당 |    |       |       |  |  |       |  |       |       |    |       |       |    | 북 한 |  |  |  |  |       |  |
|     |  | 오 월 |    |  |       |    |       |       |  |  |       |  |       |       |    |       |       |    | 북 한 |  |  |  |  |       |  |
|     |  | 오 월 |    |  |       |    |       |       |  |  |       |  |       |       |    |       |       |    | 북 한 |  |  |  |  |       |  |
|     |  | 오 월 |    |  |       |    |       |       |  |  |       |  |       |       |    |       |       |    | 북 한 |  |  |  |  |       |  |
| 980 |  |       |    |  |       |    |       |       |  |  |       |  |       |       |    |       |       |    | 북 한 |  |  |  |  |       |  |
|     |  |       |    |  |       |    |       |       |  |  |       |  |       |       |    |       |       |    |       |  |  |  |  |       |  |
|     |  |       |    |  |       |    |       |       |  |  |       |  |       |       |    |       |       |    |       |  |  |  |  |       |  |
|     |  |       |    |  |       |    |       |       |  |  |       |  |       |       |    |       |       |    |       |  |  |  |  |       |  |

## 주요 국가

### 오대
| 나라명 | 시조   | 존속기간      |
| ------ | ------ | ------------- |
| 후량   | 주전충 | 907년 - 923년 |
| 후당   | 이존욱 | 923년 - 936년 |
| 후진   | 석경당 | 936년 - 946년 |
| 후한   | 유지원 | 947년 - 950년 |
| 후주   | 곽위   | 951년 - 960년 |

### 십국
| 나라명 | 시조   | 존속기간      |
| ------ | ------ | ------------- |
| 양오   | 양행밀 | 902년 - 937년 |
| 남초   | 마은   | 907년 - 951년 |
| 전촉   | 왕건   | 907년 - 925년 |
| 형남   | 고계흥 | 907년 - 963년 |
| 오월   | 전육   | 907년 - 978년 |
| 민     | 왕심지 | 909년 - 945년 |
| 남한   | 유은   | 909년 - 971년 |
| 후촉   | 맹지상 | 934년 - 965년 |
| 남당   | 이변   | 937년 - 975년 |
| 북한   | 유숭   | 951년 - 979년 |

십국 이외 세력
| 나라명 | 시조   |
| ------ | ------ |
| 기     | 이무정 |
| 연     | 유수광 |

### 중국 밖의 국가
- 요나라
- 대리국
- 발해
- 동란국
- 후삼국
- 태봉
- 후백제
- 신라
- 고려
- 응오 왕조

## 같이 보기
- 오대 십국 시대의 역대 군주

| 중국의 역사 | 중국의 역사      | 중국의 역사 |
| 이전 시대   | 오대 십국 시대 ~ | 다음 시대   |
| ----------- | ---------------- | ----------- |
| 당나라      | 오대 십국 시대 ~ | 송나라      |